# Ballistik
Ballistik er læren om projektilers bevægelse. Der skelnes mellem den såkaldte indre ballistik, som vedrører projektilets bevægelse og hastighed i det pågældende våbens løb og den ydre ballistik, der beskæftiger sig med projektilets bane, når det har forladt våbnet. Dette kaldes den ballistiske bane.

## Raserende længde
Den raserende længde eller rasance bruges til at beskrive, hvor flad et fladbanevåbens (typisk et geværs) bane er. Sædvanligvis ønskes den fladest mulige bane, således at afstandsbedømmelsen ikke er afgørende for at ramme målet. Dette var især tidligere vigtigt, fordi kuglerne fløj langsommere og derfor nåede at tabe mere højde undervejs.
Den raserende længde er skitseret i figuren, hvor:
- h: Målets højde
- T: Målets top
- B: Målets bund
- K: Kuglens bane mod højre
- a: Vandret afstand fra munding til mål
- r: Raserende længde

På Figur I øverst skydes på en afstand, som svarer til våbnets max. rasance. Det vil sige: alle skud, hvad længde (højde) angår, vil kunne træffe målet .
Figur II nederst viser et skud, hvor afstanden er større en max. rasance, og derfor er banen kun raserende i begyndelsen og slutningen af banen.
Den raserende længde afhænger ikke direkte af sigtet, som det engelske point blank, men for at måle som på skitsen skal man ramme nederst i målet. Sådan er det også gjort i kilde , hvor målet er en hel mand på 1,75 m. 
Men der er formodentlig store forskelle på, hvordan den raserende længde blev målt og defineret i en tid uden standarder og primitive måleteknik. For eksempel kunne r0 (Figur II) tælles med eller ikke, ligesom skytten kunne stå eller ligge. De uklare og forskellige definitioner kan ses i det tilsvarende engelske begreb: Point-blank range (en).